# Graham Walters
Julien Graham Walters (nació 9 de julio de 1976) mejor profesionalmente como Graham Walters, hace su debut como productor en Buscando a Nemo, tras una distinguida carrera como director técnico, supervisor de la dirección técnica y de producción en el mundo de la animación por ordenador. Walters fue un periodo de siete años en Pacific Data Images (PDI) antes de unirse a Pixar en 1994. Sus créditos incluyen las contribuciones a Pixar Toy Story, Bichos: Una aventura en miniatura, y Toy Story 2.
Nacido en París, Francia, Walters pasó sus años de formación en una variedad de lugares en los Estados Unidos, Inglaterra y Canadá. En la Universidad de Pennsylvania, se graduó en ciencias de la computación y la ingeniería. Patrocinado por becas de la NASA y la National Science Foundation, continuó sus estudios de postgrado allí y recibió una maestría en 1987.
En PDI, Walters trabajó en proyectos de Jim Henson Productions. En Pixar, comenzó como director técnico en Toy Story, se desempeñó como supervisor de la dirección técnica de Bichos y pasó a asumir el papel de director de producción en Toy Story 2.